# Craig Victor
Craig Victor II (Nueva Orleans, Luisiana, 27 de febrero de 1995) es un baloncestista estadounidense que pertenece a la plantilla del Djurgårdens IF Basket sueco. Con 2,06 metros de estatura, juega en la posición de alero.

## Trayectoria deportiva

### Universidad
Jugó una temporada con los Wildcats de la Universidad de Arizona, disputando tan solo ocho partidos en los que promedió 3,1 puntos y 1,1 rebotes. En enero de 2015, tras ver que no entraba en las rotaciones, fue transferido a los Tigers de la Universidad Estatal de Luisiana, donde no pudo debutar hasta el siguiente semestre. Jugó dos temporadas más, en las que promedió 11,2 puntos y 6,1 rebotes por partido.

### Profesional
Tras no ser elegido en el Draft de la NBA de 2017, realizó una prueba con los Rio Grande Valley Vipers de la NBA G League, con los que en su primera temporada promedió 3,4 puntos y 2,4 rebotes por partido.